# Torgeir Bjørn
Torgeir Bjørn (* 9. März 1964 in Alvdal) ist ein ehemaliger norwegischer Skilangläufer.

## Werdegang
Bjørn lief im März 1986 in Lahti sein erstes von 12 Weltcupeinzelrennen, welches er auf dem 18. Platz über 15 km Freistil beendete. Bei seinen zweiten Weltcup im Dezember 1986 in Ramsau am Dachstein holte er mit dem 15. Platz über 15 km Freistil seinen ersten Weltcuppunkt. Bei den Olympischen Winterspielen 1988 in Calgary errang er den 11. Platz über 50 km Freistil. Im März 1988 siegte er in Oslo mit der Staffel und belegte in Falun den zweiten Platz mit der Staffel. Bei den nordischen Skiweltmeisterschaften 1989 in Lahti lief er auf den 27. Platz über 15 km Freistil. In der Saison 1989/90 kam er im Weltcupeinzel dreimal unter die ersten Zehn. Dabei erreichte er in Campra mit dem fünften Platz über 15 km Freistil sein bestes Ergebnis im Weltcupeinzel und zum Saisonende mit dem 16. Platz im Gesamtweltcup sein bestes Gesamtergebnis. Bei den nordischen Skiweltmeisterschaften 1991 im Val di Fiemme errang er den 35. Platz über 15 km Freistil. Sein letztes Weltcuprennen absolvierte er im März 1992 in Funäsdalen, welches er auf dem 46. Platz über 30 km Freistil.
Bei norwegischen Meisterschaften siegte er 1989 und 1990 mit der Staffel von Bjerke Idrettslag und im Jahr 1993 mit der Staffel von Nannestad Skiklubb. Sein Vater war der Skilangläufer Kristian Bjørn.

## Weltcup-Gesamtplatzierungen
| Saison  | Platz | Punkte |
| ------- | ----- | ------ |
| 1986/87 | 50.   | 1      |
| 1987/88 | 29.   | 11     |
| 1988/89 | 46.   | 6      |
| 1989/90 | 16.   | 27     |